# Oligosita
Oligosita är ett släkte av steklar som beskrevs av Walker 1851. Oligosita ingår i familjen hårstrimsteklar.

## Dottertaxa tillOligosita, i alfabetisk ordning[1][2]
- Oligosita acestes
- Oligosita aequilonga
- Oligosita aligarhensis
- Oligosita americana
- Oligosita angustipennis
- Oligosita anomala
- Oligosita aquatica
- Oligosita aurea
- Oligosita australica
- Oligosita biscrensis
- Oligosita brevialata
- Oligosita breviclavata
- Oligosita brevicornis
- Oligosita brevifringiata
- Oligosita brunnea
- Oligosita caerulocephala
- Oligosita clarimaculosa
- Oligosita collina
- Oligosita concisicilia
- Oligosita curtifuniculata
- Oligosita curvialata
- Oligosita cycloptera
- Oligosita debaiensis
- Oligosita desantisi
- Oligosita dilutior
- Oligosita emma
- Oligosita engelharti
- Oligosita erythrina
- Oligosita filiola
- Oligosita flava
- Oligosita flavoflagella
- Oligosita foersteri
- Oligosita gilvus
- Oligosita giraulti
- Oligosita glabriscutata
- Oligosita grotiusi
- Oligosita haematoxantha
- Oligosita hawaiiana
- Oligosita hesiodi
- Oligosita hilaris
- Oligosita impudica
- Oligosita insularis
- Oligosita intensicolor
- Oligosita introflexa
- Oligosita itoi
- Oligosita iucunda
- Oligosita japonica
- Oligosita kasimpurensis
- Oligosita latipennis
- Oligosita longialata
- Oligosita longicilia
- Oligosita longiflagellata
- Oligosita longipennis
- Oligosita longirhinaria
- Oligosita macrothoracica
- Oligosita magnifica
- Oligosita major
- Oligosita manii
- Oligosita mediterranea
- Oligosita meerutensis
- Oligosita minima
- Oligosita minuta
- Oligosita naias
- Oligosita nigriptera
- Oligosita nigroflagellaris
- Oligosita novisanguinea
- Oligosita oceanica
- Oligosita ovidii
- Oligosita pallida
- Oligosita pauliani
- Oligosita poincarei
- Oligosita polioptera
- Oligosita pulchra
- Oligosita pullicorpus
- Oligosita rizicola
- Oligosita rubida
- Oligosita ruficorpa
- Oligosita rustica
- Oligosita sacra
- Oligosita sanguinea
- Oligosita scurra
- Oligosita shibuyae
- Oligosita singularis
- Oligosita sparsiciliata
- Oligosita spiniclavata
- Oligosita staniforthii
- Oligosita stenostigma
- Oligosita subfasciata
- Oligosita subfasciatipennis
- Oligosita thisbe
- Oligosita thoracica
- Oligosita tridentata
- Oligosita variclava
- Oligosita vergilii
- Oligosita younusi